# Ruy López de Segura
Rodrigo "Ruy" López de Segura (Segura de León, oko 1530. – oko 1580.) bio je španjolski šahist, pisac i katolički svećenik čija je rasprava Libro de la invención liberal y Arte del juego del Axedrez iz 1561. bila jedna od prvih knjiga o modernom šahu u Europi. Dao je velik doprinos teoriji šahovskog otvaranja, uključujući Kraljev gambit i Ruy López (ili španjolsko). López je također bio najjači igrač u Španjolskoj oko 20 godina.